# Alnus mairei
Alnus mairei — вид квіткових рослин з родини березових. Поширення: Китай (Юньнань).